# Campeonato Piauiense Segunda Divisão 2016
In 2016 werd het veertiende Campeonato Piauiense Segunda Divisão gespeeld voor voetbalclubs uit de Braziliaanse staat Piauí. De competitie werd georganiseerd door de FFP en werd gespeeld van 27 augustus tot 24 september. 4 de Julho werd kampioen. 
Timon is afkomstig uit de aangrenzende staat Maranhão, maar koos ervoor om in deze competitie te spelen. 

## Eerste fase
| Plaats | Club        | Wed. | W | G | V | Saldo | Ptn. |
| ------ | ----------- | ---- | - | - | - | ----- | ---- |
| 1.     | Comercial   | 6    | 3 | 3 | 0 | 9:5   | 12   |
| 2.     | 4 de Julho  | 6    | 2 | 4 | 0 | 9:5   | 10   |
| 3.     | Timon       | 6    | 1 | 2 | 3 | 7:9   | 5    |
| 4.     | Ferroviário | 6    | 1 | 1 | 4 | 5:11  | 4    |

|  | Geplaatst voor finale |

## Finale
|                    |             |              |                         |                             |
| 24 september 16:00 | Comercial   | 1 – 2 (n.v.) | 4 de Julho              | Lindolfo Monteiro, Teresina |
| 24 september 16:00 | Douglas 71' |              | 27' Ítalo 91' Idelvando | Lindolfo Monteiro, Teresina |

| Comercial | 4 de Julho |

### Kampioen
| Campeonato Piauiense de 2016 - Segunda Divisão |
| Piaui                                          |
| ---------------------------------------------- |
| 4 DE JULHO Kampioen (3° titel)                 |